# Distretto di Mudanya
Il distretto di Mudanya (in turco Mudanya ilçesi) è uno dei distretti della provincia di Bursa, in Turchia. Nella zona sorgeva anticamente la città di Apamea di Bitinia.